# Carmencita (animita)

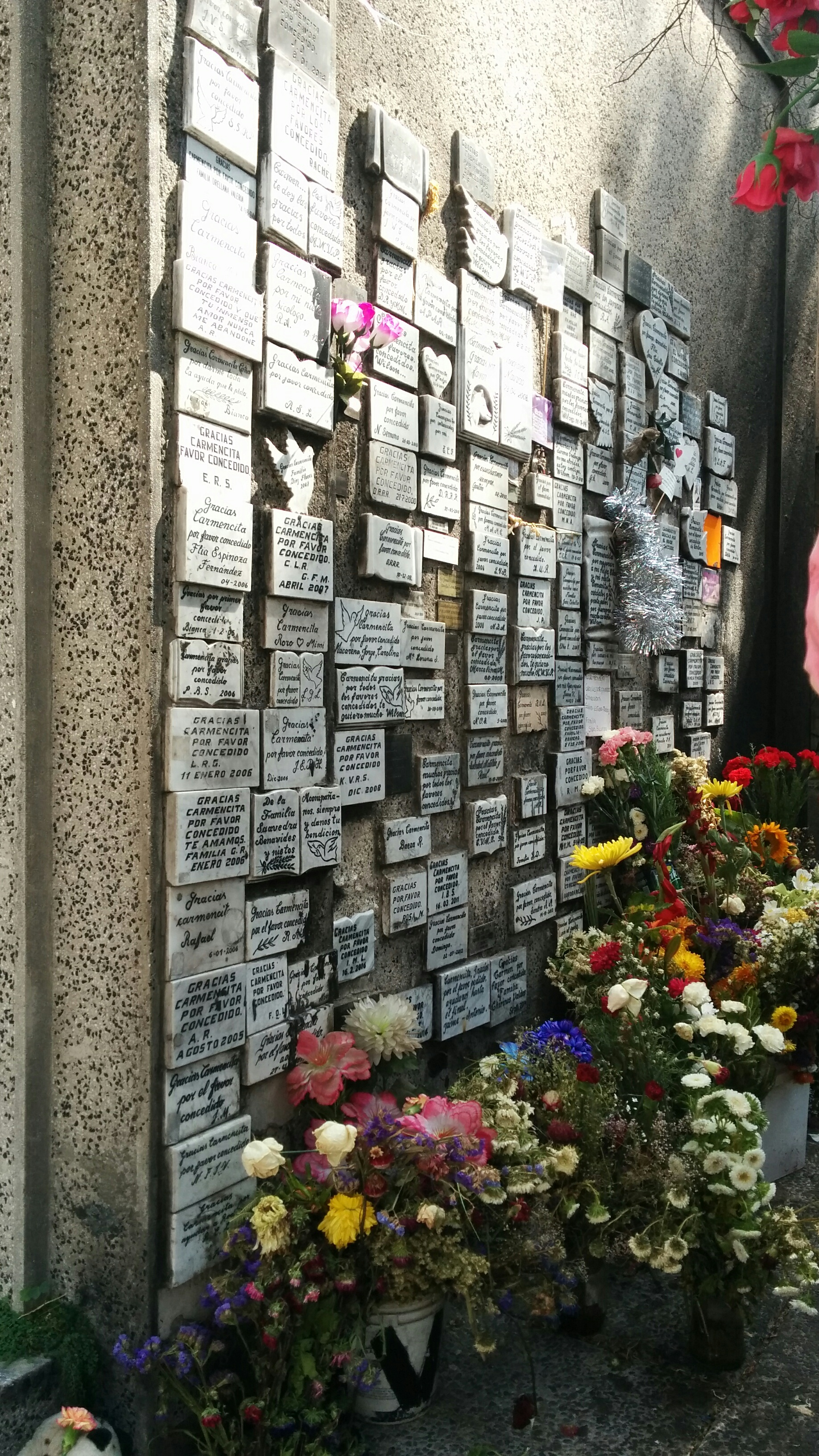
Placas y flores de agradecimiento en la animita de Carmencita Cañas en el Cementerio General de Santiago.

La animita de Carmencita corresponde a la tumba de Margarita del Carmen Cañas en el Cementerio General de Santiago de Chile, la cual se convirtió en un lugar sagrado o animita donde los deudos van a pedirle favores y ponen una placa cuando les es concedida. La tumba está ubicada en calle Lircay del camposanto a poca distancia del acceso de calle Recoleta y de la Estación Cementerios del Metro de Santiago. Está continuamente con flores y "con más de 70 lápidas que le agradecen sus “milagros”".

## Historia
Como es común en las animitas existen varios mitos sobre su origen: 
- Carmen Cañas fue una niña de nueve años, violada y asesinada brutalmente en 1949.

- Carmencita fue una jovencita de 15 años enamorada de un muchacho campesino con el cual se casó en secreto y cuando su familia le obligó a terminar la relación se suicidó en el cementerio en el mismo lugar de su tumba.[1]

Sin embargo las investigaciones del cementerio plantean que en realidad fue una prostituta que murió en 1949 a los 37 años. Margarita del Carmen Cañas, con 21 años, llegó del campo a la Santiago en 1933, en plena depresión post 1929. La crisis económica le impidió encontrar trabajo por lo que tras ponerse el nombre de batalla “Carmencita” decidió dedicarse a la prostitución. Dedicada a su oficio habría conocido a un millonario notario llamado, según las investigaciones,  Julio Marín Alemany, quien era casado  pero dejó a su familia por vivir con "Carmencita".
El 18 de noviembre de 1949 Carmencita enfermó y falleció en el Hospital San Francisco de Borja a la edad de 37 años. 
Las historias falsas sobre el origen de Carmencita se originaron por una estafa que habría realizado un antiguo cuidador del patio en el cementerio quien inventó que quien estaba enterrada ahí era una niña huérfana violada y asesinada, dejando una alcancía en la tumba con la excusa de que la bóveda no estaba pagada por lo que el cuerpo terminaría en la "huesera". La gente habría dejado su dinero engañada generándose un mito resistente.

## Características
Su animita se encuentra en una bóveda subterránea la cual tiene la particularidad de estar encajonada entre dos altos mausoleos cuyas paredes suministran el espacio poner las típicas lápidas que agradecen “milagros”. El hecho que esté a la entrada del cementerio posiblemente le significó ganar en popularidad.